# Do (Trebinje)
Pour les articles homonymes, voir Do.
 (mai 2017).
Si vous disposez d'ouvrages ou d'articles de référence ou si vous connaissez des sites web de qualité traitant du thème abordé ici, merci de compléter l'article en donnant les références utiles à sa vérifiabilité et en les liant à la section « Notes et références ».
Do (en serbe cyrillique : До) est un village de Bosnie-Herzégovine. Il est situé sur le territoire de la Ville de Trebinje et dans la république serbe de Bosnie. Selon les premiers résultats du recensement bosnien de 2013, il compte 14 habitants.

## Géographie
Le village est entouré par les localités suivantes :
|                  | Prhinje Dodanovići |                    |
| Prhinje Strujići | Do                 | Dodanovići Korlati |
|                  | Veličani           |                    |

## Démographie

### Évolution historique de la population dans la localité
| 1948 | 1953 | 1961 | 1971 | 1981 | 1991 | 2013 |
| ---- | ---- | ---- | ---- | ---- | ---- | ---- |
| -    | -    | 225  | 191  | 136  | 74   | 14   |

|  |